# Boubers-sur-Canche
Boubers-sur-Canche település Franciaországban, Pas-de-Calais megyében. Lakosainak száma 577 fő (2022. január 1.). Boubers-sur-Canche Flers, Ligny-sur-Canche, Monchel-sur-Canche, Nuncq-Hautecôte, Vacquerie-le-Boucq, Conchy-sur-Canche és Fortel-en-Artois községekkel határos.

## Népesség
A település népességének változása:
| Lakosok száma | 607  | 596  | 605  | 589  | 587  | 582  | 580  | 575  | 577  |
|               | 2013 | 2015 | 2016 | 2017 | 2018 | 2019 | 2020 | 2021 | 2022 |